# باربارا لونا
باربارا لونا (انگلیسی: BarBara Luna؛ زادهٔ ۲ مارس ۱۹۳۹) یک هنرپیشه اهل ایالات متحده آمریکا است که از سال ۱۹۴۹ تا کنون، در تعداد بیشماری فیلم سینمایی، مجموعهٔ تلویزیونی و نمایش‌های موزیکال، هنرنمایی کرده است.